# بريان كلوغ
بريان كلوغ (بالإنجليزية: Bryan Klug)‏ (8 أكتوبر 1960 بكوفنتري في المملكة المتحدة - ) هو لاعب كرة قدم بريطاني في مركز الوسط. لعب مع إيبسويتش تاون ونادي بيتربورو يونايتد ونادي تشيسترفيلد ونادي ويمبلدون.

## وصلات خارجية
- بريان كلوغ على موقع قاعدة بيانات كرة القدم.إي يو (الإنجليزية)